# Železniční trať Pchjongjang – Rason
Železniční trať Pchjongjang – Rason (korejsky 평라선 – Pchjŏngna sŏn) je páteřní železniční trať v Korejské lidově demokratické republice, která spojuje hlavní město Pchjongjang na západě země s přístavem Rason v jejím severovýchodním koutě, nedaleko od železničního hraničního přechodu s Ruskem. V Pchjongjangu začíná na nádraží Pchjongjang v obvodě Čunggujŏk.
Trať je dlouhá 819 kilometrů, je jednokolejná a elektrifikovaná. Nejstarší úsek, bezmála třináctikilometrový, je mezi Kowŏnem a Kŭmjou a byl uveden do provozu už v roce 1916, ale podstatnější části začaly být budovány až za druhé světové války, na jejímž konci byly práce přerušeny a výstavba se znovu rozjela až po konci Korejské války. Celá trať byla dokončena 10. června 1965 a s její výstavbou pomáhaly Sovětský svaz a Čínská lidová republika.
Na trať jsou napojeny mnohé jiné tratě, mj.:
- Čchongdžin – Račin, která se na ni napojuje hned dvakrát: v Čchongdžinu, odkud vede na sever k hranicím s Čínskou lidovou republikou, a v Račinu, kde obě tratě končí.
- Kildžu – Hjesan, která vede z Kildžu na severozápad
- Kowŏn – Pchjŏnggang, která vede z Kowŏnu na jih